# Schwarzsteppenlerche

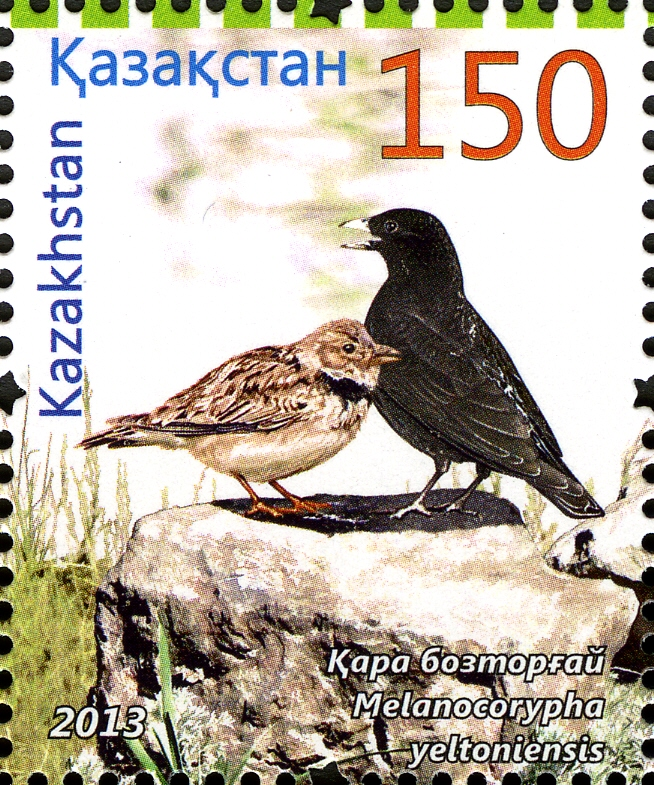
Paar Schwarzsteppenlerchen, Weibchen links
(Illustration auf einer kasachischen Briefmarke)

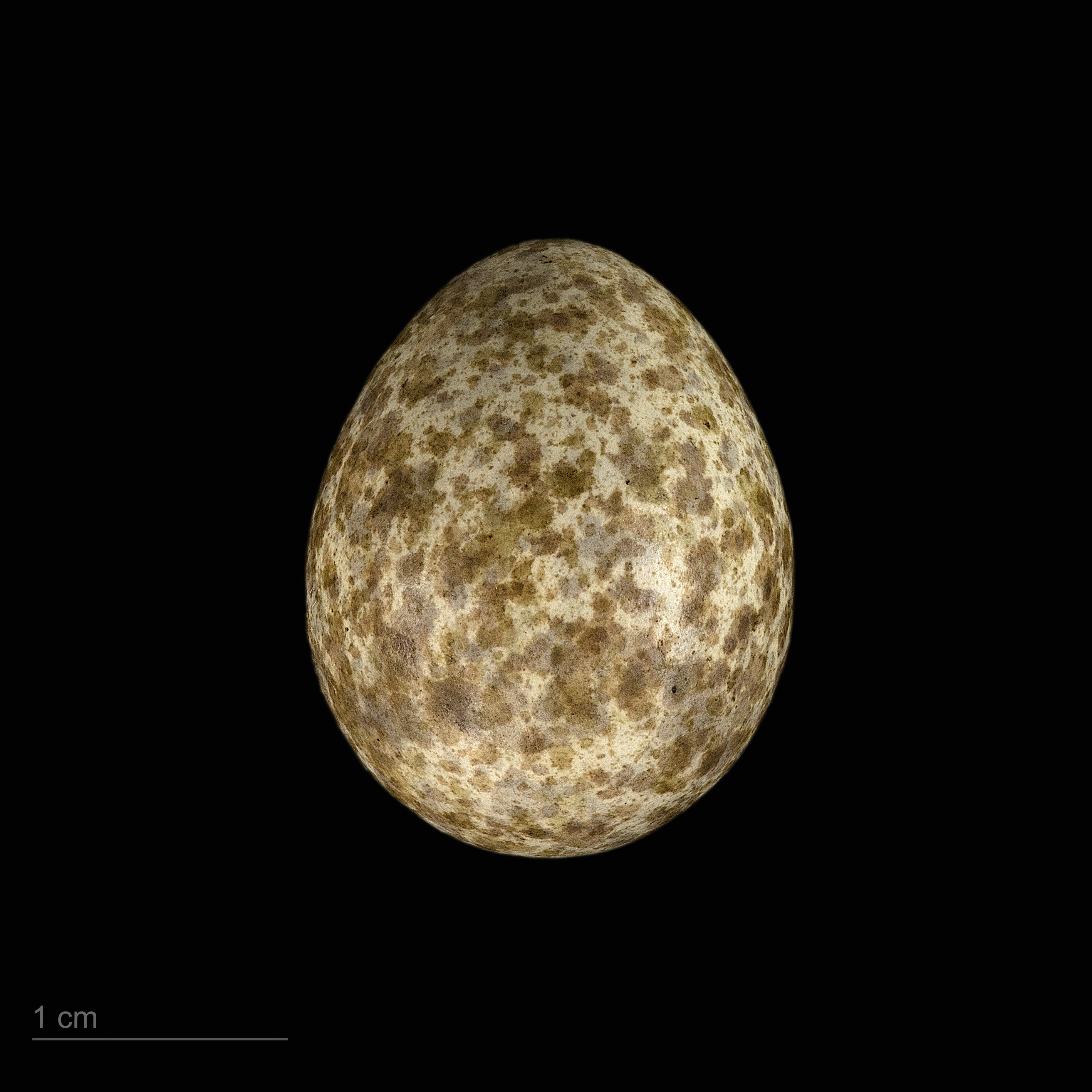
Melanocorypha yeltoniensis, Sammlung Museum von Toulouse

Die Schwarzsteppenlerche (Melanocorypha yeltoniensis), früher Mohrenlerche genannt, ist eine Vogelart aus der Familie der Lerchen. Es werden keine Unterarten unterschieden. In Mitteleuropa ist die Schwarzsteppenlerche ein seltener Irrgast.

## Beschreibung
Die Schwarzsteppenlerche ist mit einer Körperlänge von 19 bis 21 cm knapp starengroß. Männchen wiegen etwa zwischen 40 und 53 g. Weibchen sind etwas leichter und erreichen ein Gewicht zwischen ungefähr 37 und 48 g Gramm. Der Schnabel ist kräftig und erinnert an den einer Grauammer. Er ist blass gelblich mit dunkler Spitze gefärbt. Füße und Beine sind schwärzlich. Die Iris ist dunkelbraun. In allen Kleidern vorhandenes Merkmal, das diese Art von anderen Lerchen unterscheidet, sind die schwarzen oder rußbraunen Unterflügeldecken, die sich deutlich von den Schwingen abheben. Der Sexualdimorphismus ist sehr ausgeprägt.
Das Gefieder adulter Männchen ist überwiegend schwarz. Im frisch vermauserten Gefieder wirken sie ab dem Herbst jedoch aufgrund breiter, gelblich- oder bräunlich-beiger Federsäume an Oberseite und Flanken hell geschuppt. Zum Frühjahr hin nutzen sich die Säume ab und sind nur noch schmal oder kaum noch vorhanden, so dass der Vogel nahezu schwarz erscheint.
Adulte Weibchen ähneln Kalanderlerchen der Unterart birnaculata, sind aber oberseits eher fahl grau. Schwarze Brustseitenflecken fehlen. Das Gefieder der Oberseite ist dunkelbraun, wirkt aufgrund beiger Säume aber eher fleckig graubraun. Bei Stirn, Scheitel und Bürzel werden die dunklen Federzentren nahezu komplett verdeckt, so dass sie heller erscheinen. Die Ohrdecken sind hell gelblich braun. Das Gefieder des Oberflügels ist dunkelbraun, die Schwingen zudem schmal, die Schirmfedern und Flügeldecken aber breit hell gesäumt.

## Verbreitungsgebiet

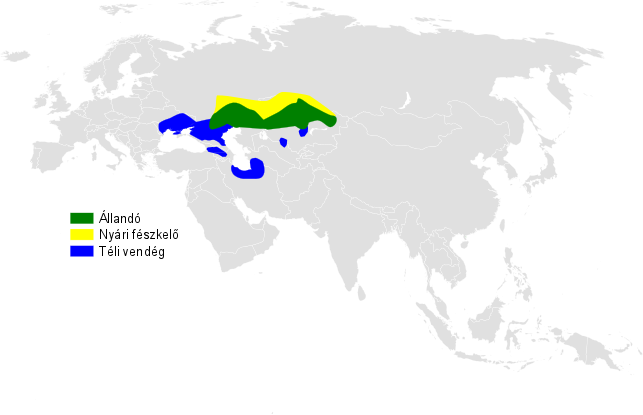
Verbreitungsgebiet der Schwarzsteppenlerche
Brutgebiete
Ganzjähriges Vorkommen
Überwinterungsgebiete

Das Verbreitungsgebiet der Schwarzsteppenlerche reicht von der unteren Wolga bis nach Mittelasien. In Europa brütet sie nur in Russland. Der Bestand dort wird auf 4000 bis 7000 Brutpaare geschätzt. Adulte Männchen halten sich in der Regel auch im Winter im Brutareal auf. Jungvögel und adulte Weibchen ziehen in südwestlicher Richtung ab.

## Lebensweise
Die Nahrung der Schwarzsteppenlerche besteht im Sommer überwiegend aus Insekten. Im Winter dagegen lebt sie vorwiegend von Sämereien. Im Frühjahr nimmt sie zusätzlich auch grüne Pflanzenteile auf.
Das Männchen singt sehr häufig auf Bodenerhöhungen. Im Singflug zieht es relativ enge Kreise. Außerhalb der Brutzeit leben die Geschlechter häufig in getrennten Trupps.
Schwarzsteppenlerchen schließen eine monogame Saisonehe und brüten gewöhnlich zweimal im Jahr. Das Nest wird in der Nähe von Gewässern versteckt in Grasbülten in der Grassteppe angelegt. Nur das Weibchen baut. An der unteren Wolga fällt die Legezeit in den Zeitraum von Ende März bis Mitte Mai. In Kasachstan hat man letzte Gelege noch im August gefunden. Das Gelege besteht gewöhnlich aus vier bis fünf Eiern. Sie haben eine spindelförmige Form und sind glänzend blassblau oder olivgrün mit bräunlichen oder olivfarbenen Flecken. Die Brutdauer beträgt fünfzehn bis sechzehn Tage. Es brütet nur der weibliche Elternvogel. An der Fütterung der Nestlinge sind beide Elternvögel beteiligt. Die Jungvögel verlassen mit etwa zehn Lebenstagen das Nest. Sie sind zu diesem Zeitpunkt noch flugunfähig.